# Беглецът
„Беглецът“ (на английски: The Fugitive) е американски криминален екшън филм от 1993 г., базиран на едноименния телевизионен сериал от 60-те години на XX век.
През 1998 г. излизат продължението „Щатски шерифи“ и филмът с Лесли Нилсен „Несправедливо обвинен“, който е пародия на „Беглецът“.

## Актьорски състав
| Актьор          | Роля           |
| --------------- | -------------- |
| Харисън Форд    | Ричард Кимбъл  |
| Томи Лий Джоунс | Самюъл Джерард |
| Сийла Уорд      | Хелън Кимбъл   |
| Джо Пантолиано  | Козмо Ренфро   |
| Андреас Кацулас | Фредрик Сайкс  |
| Йерун Крабе     | Чарлс Никълс   |
| Даниел Робък    | Робърт Бигс    |
| Томас Милс Уд   | Ноа Нюман      |
| Ел Скот Колдуел | Ерин Пул       |
| Джулиан Мур     | Ан Ийстман     |
| Джейн Линч      | Кати Уолънд    |

## Награди и номинации
| Награда                              | Категория                          | Номиниран(и)              | Резултат  |
| ------------------------------------ | ---------------------------------- | ------------------------- | --------- |
| Награди на филмовата академия на САЩ | Най-добра поддържаща мъжка роля    | Томи Лий Джоунс           | награда   |
| Награди на филмовата академия на САЩ | Най-добър филм                     | Най-добър филм            | номинация |
| Награди на филмовата академия на САЩ | Най-добър звук                     | Най-добър звук            | номинация |
| Награди на филмовата академия на САЩ | Най-добър звуков монтаж            | Най-добър звуков монтаж   | номинация |
| Награди на филмовата академия на САЩ | Най-добра кинематография           | Най-добра кинематография  | номинация |
| Награди на филмовата академия на САЩ | Най-добър филмов монтаж            | Най-добър филмов монтаж   | номинация |
| Награди на филмовата академия на САЩ | Най-добра филмова музика           | Джеймс Нютън Хауърд       | номинация |
| Награда на БАФТА                     | Най-добър звук                     | Най-добър звук            | награда   |
| Награда на БАФТА                     | Най-добри визуални ефекти          | Най-добри визуални ефекти | номинация |
| Награда на БАФТА                     | Най-добър филмов монтаж            | Най-добър филмов монтаж   | номинация |
| Награда на БАФТА                     | Най-добър актьор в поддържаща роля | Томи Лий Джоунс           | номинация |
| Златен глобус                        | Най-добър поддържащ актьор         | Томи Лий Джоунс           | награда   |
| Златен глобус                        | Най-добър режисьор                 | Андрю Дейвис              | номинация |
| Златен глобус                        | Най-добър актьор в драматичен филм | Харисън Форд              | номинация |